# Alexandre Song
Alexandre Dimitri Song Billong (Douala, 9 september 1987) is een Kameroens voetballer die doorgaans als middenvelder speelt. Song debuteerde in 2008 in het Kameroens voetbalelftal.

## Clubcarrière
Als neef van Rigobert Song kwam Alexandre in het seizoen 2003/04 uit in het jeugdteam van Bastia en maakte hij het daaropvolgende seizoen deel uit van het eerste elftal, waarin hij 34 keer meespeelde. In Bastia trok hij de aandacht van meerdere clubs, waaronder Internazionale, Manchester United, Olympique Lyonnais, en Middlesbrough.
Song imponeerde de manager van Arsenal, Arsène Wenger, tijdens een trainingskamp in Oostenrijk. Arsenal betaalde een honorarium van één miljoen pond in juni 2006 voor een vierjarig contract.
Song maakte zijn debuut in de Premier League als invaller in de wedstrijd tegen Everton FC op 21 september 2005, die Arsenal uiteindelijk won met 2–0. Hij speelde verscheidene wedstrijden in de UEFA Champions League en werd naar het einde van het seizoen toe een vaste waarde doordat spelers zoals Cesc Fàbregas en Gilberto Silva geblesseerd waren. Zijn eerste doelpunt voor Arsenal maakte Song tegen Liverpool op Anfield tijdens een wedstrijd in de Football League op 9 januari 2007. De eindstand was 6–3 in het voordeel van Arsenal. Op 30 januari 2007 werd bevestigd dat Charlton Athletic Song had geleend tot het einde van het seizoen. In het seizoen 2008/2009 kwam de definitieve doorbraak voor Song, mede dankzij blessures van Diaby, Fabregas en Rosicky. Hij ontwikkelde zich tot een vaste waarde binnen het eerste elftal van Arsenal.
In de zomer van 2012 kocht FC Barcelona de Kameroener, nadat deze had aangegeven niet langer bij Arsenal te willen blijven. Bij Barcelona wist hij geen basisplaats af te dwingen. In het seizoen 2013/14 speelde Song mee in 19 competitiewedstrijden en zat hij tijdens 23 duels op de reservebank. FC Barcelona verhuurde Song gedurende zowel het seizoen 2014/15 als dat van 2015/16 aan West Ham United FC. In zijn eerste seizoen speelde hij 28 wedstrijden en in zijn tweede seizoen bij West Ham speelde hij er twaalf.
Song tekende in juli 2016 een contract bij Roebin Kazan, dat hem definitief overnam van FC Barcelona. Hij tekende in augustus 2018 een contract bij FC Sion. Dat lijfde hem transfervrij in nadat hij een halfjaar eerder zijn contract liet ontbinden bij Roebin Kazan. Op 20 maart werd hij daar samen met acht teamgenoten ontslagen na de uitbraak van SARS-CoV-2 in Zwitserland.
In november 2020 ging Song in Djibouti voor AS Arta spelen.

## Clubstatistieken
| Seizoen | Club                | Competitie       | Duels | Goals |
| ------- | ------------------- | ---------------- | ----- | ----- |
| 2004/05 | SC Bastia           | Ligue 1          | 32    | 0     |
| 2005/06 | Arsenal             | Premier League   | 5     | 0     |
| 2006/07 | Arsenal             | Premier League   | 2     | 0     |
| 2006/07 | → Charlton Athletic | Premier League   | 12    | 0     |
| 2007/08 | Arsenal             | Premier League   | 9     | 0     |
| 2008/09 | Arsenal             | Premier League   | 31    | 1     |
| 2009/10 | Arsenal             | Premier League   | 26    | 1     |
| 2010/11 | Arsenal             | Premier League   | 31    | 4     |
| 2011/12 | Arsenal             | Premier League   | 34    | 1     |
| 2012/13 | Barcelona           | Primera División | 20    | 1     |
| 2013/14 | Barcelona           | Primera División | 19    | 0     |
| 2014/15 | → West Ham United   | Premier League   | 28    | 0     |
| 2015/16 | → West Ham United   | Premier League   | 12    | 0     |
| 2016/17 | Roebin Kazan        | Premjer-Liga     | 16    | 0     |
| 2017/18 | Roebin Kazan        | Premjer-Liga     | 6     | 1     |

## Interlandcarrière
Song debuteerde in 2008 in het Kameroens voetbalelftal. Bondscoach Volker Finke zorgde voor verbazing door de sterspeler niet op te nemen in de selectie voor de Afrika Cup 2015.
Song, op dat moment door Barcelona verhuurd aan West Ham United, werd na het voor Kameroen slecht verlopen WK door het Duitse blad Der Spiegel in verband gebracht met omkoping. Kameroen zou het laatste groepsduel bij het WK voetbal 2014 tegen Kroatië (0-4) moedwillig hebben verloren. Ook de rode kaart die Song in die wedstrijd kreeg na een overtreding op Mario Mandzukic, zou afgesproken werk zijn geweest, stelde een veroordeelde matchfixer tegenover Der Spiegel.
De voetbalbond van Kameroen stelde na de publicatie een onderzoek in naar de integriteit van zeven vermeende 'rotte appels' binnen de selectie, maar gaf de resultaten van dat onderzoek nooit vrij. Enkele dagen later meldde Song bedankt te hebben voor de nationale ploeg. "Ik heb besloten mijn loopbaan als international te beëindigen", meldde hij op Instagram. "Er zijn wat discussies geweest over het feit dat ik nu buiten de ploeg ben gelaten maar ik heb dit besluit vooral genomen in overleg met mijn familie. Ik ga me op clubvoetbal concentreren, blijf van mijn land houden en wens onze ploeg het allerbeste."

## Erelijst
| Competitie             |              |              |              |              |
| Competitie             | Aantal       | Jaren        |              |              |
| FC Barcelona           | FC Barcelona | FC Barcelona | FC Barcelona | FC Barcelona |
| ---------------------- | ------------ | ------------ | ------------ | ------------ |
| Supercopa              | 1x           | 2013         |              |              |
| Kameroen -17           |              |              |              |              |
| Afrikaans kampioen -17 | 1x           | 2003         |              |              |